# Nationale Straßen-Radsportmeister 2006
| Nation                       | Straßenrennen – Männer         | Einzelzeitfahren – Männer      | Straßenrennen – Frauen        | Einzelzeitfahren – Frauen     |
| ---------------------------- | ------------------------------ | ------------------------------ | ----------------------------- | ----------------------------- |
| Angola                       | Wálter da Silva                | Igor Alberto Silva             | nicht ausgetragen             | nicht ausgetragen             |
| Argentinien                  | Armando Borrajo                | Matías Médici                  | Valeria Pintos                | Jésica Compiano               |
| Australien                   | Russell Van Hout               | Nathan O’Neill                 | Katherine Bates               | Kathy Watt                    |
| Bahamas                      | Johnny Hoyte                   | nicht ausgetragen              | nicht ausgetragen             | nicht ausgetragen             |
| Belarus                      | Aljaksandr Kuschynski          | Wassil Kiryjenka               | Ialena Hezman                 | Alena Sizko                   |
| Belgien                      | Niko Eeckhout                  | Marc Wauters                   | Veronique Belleter            | An van Rie                    |
| Bolivien                     | Yamil Montaño                  | Juan Cotumba                   | nicht ausgetragen             | nicht ausgetragen             |
| Brasilien                    | Soelito Gohr                   | Pedro Nicácio                  | Erika Gramiscelli             | Debora Gerhard                |
| Bulgarien                    | Iwajlo Gabrowski               | Iwajlo Gabrowski               | nicht ausgetragen             | nicht ausgetragen             |
| Burkina Faso                 | Jérémie Ouédraogo              | nicht ausgetragen              | nicht ausgetragen             | nicht ausgetragen             |
| Chile                        | Gonzalo Garrido                | Marco Arriagada                | Marta Bobadilla               | Paulina Fuentealba            |
| Volksrepublik China          | nicht ausgetragen              | Song Baoqing                   | Li Mei Fang                   | Li Mei Fang                   |
| Costa Rica                   | Henry Raabe                    | Henry Raabe                    | Alejandra Carvajal            | Roxana Alvarado               |
| Dänemark                     | Allan Johansen                 | Brian Vandborg                 | Linda Villumsen               | Linda Villumsen               |
| Deutschland                  | Dirk Müller                    | Sebastian Lang                 | Claudia Häusler               | Charlotte Becker              |
| Dominikanische Republik      | Stalin Quiterio                | nicht ausgetragen              | nicht ausgetragen             | nicht ausgetragen             |
| El Salvador                  | Carlos Enrique Ávalos          | Geovany Guevara                | Evelyn García                 | Evelyn García                 |
| Elfenbeinküste               | Abdoulaye Traoré               | Issiaka Fofana                 | nicht ausgetragen             | nicht ausgetragen             |
| Estland                      | Erki Pütsep                    | Jaan Kirsipuu                  | Grete Treier                  | Grete Treier                  |
| Finnland                     | Jussi Veikkanen                | Matti Helminen                 | Maija Laurila                 | Paula Suominen                |
| Frankreich                   | Florent Brard                  | Sylvain Chavanel               | Jeannie Longo-Ciprelli        | Jeannie Longo-Ciprelli        |
| Griechenland                 | Ioannis Tamouridis             | Elpidoforos Potouridis         | Anastasia Pastourmatzi        | Elissavet Chantzi             |
| Großbritannien               | Hamish Robert Haynes           | Jason MacIntyre                | Nicole Cooke                  | Rebecca Romero                |
| Guatemala                    | Gerson Pérez                   | nicht ausgetragen              | nicht ausgetragen             | nicht ausgetragen             |
| Honduras                     | Armando Orellana               | Armando Orellana               | nicht ausgetragen             | nicht ausgetragen             |
| Hongkong                     | Zhang Jing Wei                 | nicht ausgetragen              | nicht ausgetragen             | nicht ausgetragen             |
| Indien                       | Rakesh Kumar Jakhar            | Bikram Singh                   | Gurpreet Kaur                 | Chaoba Devi                   |
| Iran                         | Ahad Kazemi                    | Ghader Mizbani                 | nicht ausgetragen             | nicht ausgetragen             |
| Irland                       | David McCann                   | David O’Loughlin               | Siobhán Dervan                | Louise Moriarty               |
| Israel                       | Dor Dviri                      | Gali Ronen                     | Inbar Ronen                   | Shani Bloch                   |
| Italien                      | Paolo Bettini                  | Marzio Bruseghin               | Fabiana Luperini              | Silvia Valsecchi              |
| Jamaika                      | Dean Martin                    | Alden Clunis                   | nicht ausgetragen             | nicht ausgetragen             |
| Japan                        | Fumiyuki Beppu                 | Fumiyuki Beppu                 | Miho Oki                      | Miho Oki                      |
| Kanada                       | Dominique Rollin               | Svein Tuft                     | Alex Wrubleski                | Alex Wrubleski                |
| Kasachstan                   | Andrei Kaschetschkin           | Maxim Iglinski                 | nicht ausgetragen             | Sülfija Sabirowa              |
| Katar                        | Said Moosa                     | nicht ausgetragen              | nicht ausgetragen             | nicht ausgetragen             |
| Kolumbien                    | Alejandro Cortés               | Libardo Niño                   | Magdaly Trujillo              | Mónica Méndez                 |
| Kroatien                     | Hrvoje Miholjević              | Matija Kvasina                 | nicht ausgetragen             | nicht ausgetragen             |
| Kuba                         | Arnold Alcolea                 | Arnold Alcolea                 | Yeilien Fernández             | Yuliet Rodríguez              |
| Lettland                     | Gatis Smukulis                 | Raivis Belohvoščiks            | nicht ausgetragen             | nicht ausgetragen             |
| Libanon                      | nicht ausgetragen              | nicht ausgetragen              | Lina Rahme                    | Lina Rahme                    |
| Liechtenstein                | Dimitri Jiriakov               | nicht ausgetragen              | nicht ausgetragen             | nicht ausgetragen             |
| Litauen                      | Dainius Kairelis               | Ignatas Konovalovas            | Diana Žiliūtė                 | Edita Pučinskaitė             |
| Luxemburg                    | Kim Kirchen                    | Benoît Joachim                 | Isabelle Hoffman              | Anne-Marie Schmitt            |
| Malta                        | Etienne Bonello                | Etienne Bonello                | Danica Spiteri                | Danica Spiteri                |
| Marokko                      | Abdelatif Saadoune             | nicht ausgetragen              | nicht ausgetragen             | nicht ausgetragen             |
| Mauritius                    | Mike Chong Chin                | Collin Mayer                   | nicht ausgetragen             | nicht ausgetragen             |
| Mexiko                       | Juan José de la Rosa           | Fausto Esparza                 | Giuseppina Grassi             | Giuseppina Grassi             |
| Mongolei                     | Dschamsrangiin Öldsii-Orschich | Dschamsrangiin Öldsii-Orschich | Dschamsrangiin Öldsii-Solongo | Dschamsrangiin Öldsii-Solongo |
| Namibia                      | Dan Craven                     | nicht ausgetragen              | nicht ausgetragen             | nicht ausgetragen             |
| Neuseeland                   | Hayden Roulston                | Marc Ryan                      | Catherine Cheatly             | Alison Shanks                 |
| Niederlande                  | Michael Boogerd                | Stef Clement                   | Marianne Vos                  | Loes Gunnewijk                |
| Niederländische Antillen     | Jaime Perestrello              | Barry Bakker                   | Gerda Fokker                  | Gerda Fokker                  |
| Norwegen                     | Lars Petter Nordhaug           | Kurt Asle Arvesen              | Linn Torp                     | Anny Hauglid                  |
| Österreich                   | Bernhard Kohl                  | Peter Luttenberger             | Christiane Soeder             | Christiane Soeder             |
| Pakistan                     | Rashid Haroon                  | Ali Asmat                      | nicht ausgetragen             | nicht ausgetragen             |
| Paraguay                     | Heiko Grobenstieg              | Gustavo Carlson                | nicht ausgetragen             | nicht ausgetragen             |
| Peru                         | Leonardo Choque                | Gustavo Ríos                   | nicht ausgetragen             | nicht ausgetragen             |
| Polen                        | Mariusz Witecki                | Piotr Mazur                    | Maja Włoszczowska             | Maja Włoszczowska             |
| Portugal                     | Bruno Pires                    | Hélder Miranda                 | Isabel Caetano                | Alice Cristina Azevedo        |
| Rumänien                     | Marian Frunzeanu               | Laszlo Madaras                 | nicht ausgetragen             | nicht ausgetragen             |
| Russland                     | Alexander Chatunzew            | Alexander Bespalow             | Olga Sljussarewa              | Olga Sljussarewa              |
| Saudi-Arabien                | Fathy Al-Musalum               | Fathy Al-Musalum               | nicht ausgetragen             | nicht ausgetragen             |
| Schweden                     | Thomas Lövkvist                | Gustav Larsson                 | Susanne Ljungskog             | Susanne Ljungskog             |
| Schweiz                      | Grégory Rast                   | Fabian Cancellara              | Annette Beutler               | Karin Thürig                  |
| Serbien                      | Ivan Stević                    | Žolt Der                       | Dušica Lekić                  | nicht ausgetragen             |
| Simbabwe                     | Brian Zengeni                  | nicht ausgetragen              | nicht ausgetragen             | nicht ausgetragen             |
| Slowakei                     | Maroš Kováč                    | Matej Jurčo                    | Zuzana Vojtášová              | Katarína Uhlariková           |
| Slowenien                    | Jure Golčer                    | Kristjan Fajt                  | nicht ausgetragen             | nicht ausgetragen             |
| Spanien                      | abgesagt                       | Toni Tauler                    | María Isabel Moreno           | Eneritz Iturriagaechevarria   |
| St. Kitts und Nevis          | Reggie Douglas                 | nicht ausgetragen              | Kristina Stoney               | nicht ausgetragen             |
| Südafrika                    | Jacques Fullard                | David George                   | Anriette Schoeman             | Cashandra Slingerland         |
| Suriname                     | Earl van Wilgen                | nicht ausgetragen              | nicht ausgetragen             | nicht ausgetragen             |
| Trinidad und Tobago          | Emile Abraham                  | nicht ausgetragen              | nicht ausgetragen             | nicht ausgetragen             |
| Tschechien                   | Stanislav Kozubek              | Ondřej Sosenka                 | Lada Kozlíková                | Lada Kozlíková                |
| Tunesien                     | Karim Jendoubi                 | nicht ausgetragen              | nicht ausgetragen             | nicht ausgetragen             |
| Türkei                       | Bilal Akgül                    | nicht ausgetragen              | Esra Kürkçü                   | nicht ausgetragen             |
| Ukraine                      | Mychajlo Chalilow              | Andrij Hrywko                  | Jelysaweta Botschkarjowa      | Iryna Schpyljowa              |
| Ungarn                       | László Bodrogi                 | László Bodrogi                 | Mónika Király                 | Diana Pulsfort                |
| Usbekistan                   | Sergei Lagutin                 | Nikolay Kazakbayev             | nicht ausgetragen             | nicht ausgetragen             |
| Venezuela                    | Manuel Medina                  | Tomás Gil                      | María Briceño                 | Danielys García               |
| Vereinigte Arabische Emirate | Khalid Ali Shambih             | Humaid Al Sabbagh              | nicht ausgetragen             | nicht ausgetragen             |
| Vereinigte Staaten           | George Hincapie                | David Zabriskie                | Kristin Armstrong             | Kristin Armstrong             |